# 169299 Sirko
169299 Sirko è un asteroide della fascia principale. Scoperto nel 2001, presenta un'orbita caratterizzata da un semiasse maggiore pari a 3,0947968 UA e da un'eccentricità di 0,0789692, inclinata di 11,50622° rispetto all'eclittica.